# David Ousted
David Ousted Hansen (Copenaghen, 1º febbraio 1985) è un ex calciatore danese, di ruolo portiere.

## Carriera
Ousted ha iniziato la sua carriera con il Brøndby, ma non ha mai esordito in prima squadra. Successivamente ha militato in un certo numero di squadre danesi della 1. Division, prima di essere acquistato dal SønderjyskE, club con il quale ha debuttato nella Superligaen. Nell'estate del 2010 è stato acquistato dal Randers nell'ambito dell'operazione che ha portato Nathan Coe al SønderjyskE, suo vecchio club. Durante il corso della stagione colleziona 6 presenze in Europa League. Chiude la sua esperienza con il Randers nel 2013 collezionando in totale 103 presenze, di cui 35 senza subire gol.
Il 20 giugno 2013, da svincolato, firma un contratto con la squadra canadese dei Vancouver Whitecaps. Grazie alle sue buone prestazioni, nel 2015 è stato convocato per l'MLS All-Star Game contro il Tottenham, subentrando nel secondo tempo. La sua parentesi con la franchigia canadese della MLS è durata cinque stagioni.
Ousted è comunque rimasto a giocare nella massima lega nordamericana per altri due anni, difendendo nel 2018 la porta del D.C. United e nel 2019 quella del Chicago Fire.
In vista della stagione 2020, è tornato a giocare in Europa legandosi per due anni agli svedesi dell'Hammarby, che erano in cerca di un portiere dopo il ritiro di Johan Wiland. Con il club stoccolmese ha giocato per due anni.
Nonostante avesse inizialmente annunciato il ritiro dal calcio giocato al termine del biennio all'Hammarby, Ousted nel gennaio del 2022 ha annunciato di continuare a giocare a seguito dell'offerta da parte del Midtjylland. Il 26 maggio 2022 ha neutralizzato due tiri dal dischetto nella finale di Coppa di Danimarca vinta ai rigori contro l'Odense. Il successivo 31 agosto il sito del Midtjylland ha annunciato il nuovo ritiro di Ousted, il quale si sarebbe trasferito a Vancouver, in Canada, per una nuova esperienza lavorativa.

## Statistiche

### Presenze e reti nei club
Statistiche aggiornate al 5 agosto 2016.
| Stagione                   | Squadra                    | Campionato                 | Campionato | Campionato | Coppe nazionali | Coppe nazionali | Coppe nazionali | Coppe continentali | Coppe continentali | Coppe continentali | Altre coppe | Altre coppe | Altre coppe | Totale | Totale    |
| Stagione                   | Squadra                    | Comp                       | Pres       | Reti       | Comp            | Pres            | Reti            | Comp               | Pres               | Reti               | Comp        | Pres        | Reti        | Pres   | Reti      |
| -------------------------- | -------------------------- | -------------------------- | ---------- | ---------- | --------------- | --------------- | --------------- | ------------------ | ------------------ | ------------------ | ----------- | ----------- | ----------- | ------ | --------- |
| 2008-2009                  | SönderjyskE                | SL                         | 15         | -19        | -               | -               | -               | -                  | -                  | -                  | -           | -           | -           | 15     | -19       |
| 2009-2010                  | SönderjyskE                | SL                         | 33         | -37        | CD              | 1               | -2              | -                  | -                  | -                  | -           | -           | -           | 34     | -39       |
| Totale SönderjyskE         | Totale SönderjyskE         | Totale SönderjyskE         | 48         | -56        |                 | 1               | -2              |                    |                    |                    |             |             |             | 49     | -58       |
| 2010-2011                  | Randers                    | SL                         | 29         | -40        | CD              | 4               | -2              | UEL                | 6                  | -8                 | -           | -           | -           | 35     | -48       |
| 2011-2012                  | Randers                    | 1D                         | 24         | -18        | CD              | 1               | -2              | -                  | -                  | -                  | -           | -           | -           | 25     | -20       |
| 2012-2013                  | Randers                    | SL                         | 33         | -42        | CD              | 6               | -5              | -                  | -                  | -                  | -           | -           | -           | 39     | -47       |
| Totale SönderjyskE         | Totale SönderjyskE         | Totale SönderjyskE         | 86         | -100       |                 | 11              | -9              |                    |                    |                    |             |             |             | 97     | -109      |
| lug.-ott. 2013             | Vancouver Whitecaps        | MLS                        | 13         | -6         | -               | -               | -               | -                  | -                  | -                  | -           | -           | -           | 13     | -6        |
| 2014                       | Vancouver Whitecaps        | MLS                        | 34+1       | -40 + -2   | -               | -               | -               | -                  | -                  | -                  | -           | -           | -           | 34+1   | -10 + -2  |
| 2015                       | Vancouver Whitecaps        | MLS                        | 34+2       | -36 + -2   | CC              | 1               | -0              | -                  | -                  | -                  | -           | -           | -           | 35+2   | -36 + -2  |
| 2016                       | Vancouver Whitecaps        | MLS                        | 23         | -37        | CC              | 1               | -1              | -                  | -                  | -                  | -           | -           | -           | 24     | -38       |
| Totale Vancouver Whitecaps | Totale Vancouver Whitecaps | Totale Vancouver Whitecaps | 104+3      | -119 + -4  |                 | 2               | -1              |                    |                    |                    |             |             |             | 106+3  | -120 + -4 |
| Totale carriera            | Totale carriera            | Totale carriera            | 238+3      | -275 + -4  |                 | 14              | -12             |                    | 6                  | -8                 |             |             |             | 258+3  | -295 + -4 |

## Palmarès

### Club

#### Competizioni nazionali
- Coppa di Svezia: 1

Hammarby: 2020-2021
- Canadian Championship: 1

Vancouver Whitecaps: 2015